# Jotán (ciudad)
Jotán (en uigur: خوتەن شەھىرى, romanizado: Hotan shehiri, en chino, 和田市; pinyin, Hétián shì, transcripción antigua en chino, 和阗市; pinyin, Hétián shì) es una ciudad-oasis situada en el desierto de Taklamakán y que formó parte de la zona sur de la antigua Ruta de la Seda. Está situada en la Región Autónoma Uigur de Sinkiang, en la República Popular China. Se administra como ciudad-condado capital de la Prefectura de Jotán con una población total de 365 mil habitantes (2006), la mayoría de etnia uigur y religión musulmana. Con una rica historia, la ciudad fue conocida en su tiempo por su seda, su jade y su cerámica.
Jotán está situada al oeste del río de Jade Blanco, llamado así por el jade de este color que se encuentra en sus depósitos aluviales. En la actualidad apenas queda jade pero el río sigue siendo una de las principales fuentes de irrigación de la ciudad. Es también un importante centro de producción de alfombras y productos derivados de la seda.
Jotán se hizo famosa al descubrirse una serie de momias caucásicas que ponían de manifiesto que la zona había estado habitada desde tiempos remotos por los tocarios. La zona es rica en yacimientos arqueológicos que se encuentran enterrados en las arenas del desierto.

## Administración
La ciudad-condado de Jotán se divide en 12 pueblos que se administran en 4 subdistritos, 3 poblados y 5 villas.

## Historia
El oasis de Jotán está situado estratégicamente en la unión de la rama sur de la ruta de la seda que unía China con Occidente gracias a otras rutas procedentes de India, Tíbet y Asia central. Era una lugar ideal para la transmisión cultural entre las diferentes culturas.
Jotán, desde su fundación en tiempos del emperador Asoka (269 a. C.) hasta su conversión al islamismo a finales del siglo X, fue un centro importante de la religión budista, con una historia tempestuosa y sufrió diversas invasiones. Durante este periodo de tiempo fue una de las puertas de entrada del comercio y la cultura india en la cuenca del Tarim y se convirtió en un importante centro de enseñanza y cultura budista.
La ciudad fue también la fuente del primer jade que se utilizó en China. Durante siglos el comercio del jade de Jotán estuvo controlado por el pueblo nómada de los yuezhi hasta que fue derrotado en el 176 a. C. por los xiongnu.

## Clima
Jotán tiene un clima desértico, sin casi precipitaciones durante todo el año y una gran variación estacional de temperatura. El mes más frío es enero con -4 °C y el más caliente es julio con apenas 25 °C.
| Parámetros climáticos promedio de Jotán                                      | Parámetros climáticos promedio de Jotán | Parámetros climáticos promedio de Jotán | Parámetros climáticos promedio de Jotán | Parámetros climáticos promedio de Jotán | Parámetros climáticos promedio de Jotán | Parámetros climáticos promedio de Jotán | Parámetros climáticos promedio de Jotán | Parámetros climáticos promedio de Jotán | Parámetros climáticos promedio de Jotán | Parámetros climáticos promedio de Jotán | Parámetros climáticos promedio de Jotán | Parámetros climáticos promedio de Jotán | Parámetros climáticos promedio de Jotán |
| Mes                                                                          | Ene.                                    | Feb.                                    | Mar.                                    | Abr.                                    | May.                                    | Jun.                                    | Jul.                                    | Ago.                                    | Sep.                                    | Oct.                                    | Nov.                                    | Dic.                                    | Anual                                   |
| ---------------------------------------------------------------------------- | --------------------------------------- | --------------------------------------- | --------------------------------------- | --------------------------------------- | --------------------------------------- | --------------------------------------- | --------------------------------------- | --------------------------------------- | --------------------------------------- | --------------------------------------- | --------------------------------------- | --------------------------------------- | --------------------------------------- |
| Temp. máx. abs. (°C)                                                         | 15.0                                    | 22.0                                    | 30.4                                    | 34.6                                    | 36.2                                    | 39.8                                    | 40.6                                    | 40.2                                    | 35.5                                    | 30.0                                    | 22.9                                    | 21.2                                    | 40.6                                    |
| Temp. máx. media (°C)                                                        | 0.8                                     | 5.9                                     | 14.8                                    | 23.5                                    | 27.6                                    | 31.0                                    | 32.4                                    | 31.4                                    | 27.2                                    | 20.2                                    | 11.1                                    | 2.6                                     | 19.0                                    |
| Temp. mín. media (°C)                                                        | −9.0                                    | −4.4                                    | 3.0                                     | 10.2                                    | 14.6                                    | 17.7                                    | 19.3                                    | 18.3                                    | 13.5                                    | 6.0                                     | −0.9                                    | −7.1                                    | 6.8                                     |
| Temp. mín. abs. (°C)                                                         | −21.6                                   | −18.2                                   | −7.0                                    | 0.2                                     | 4.3                                     | 8.1                                     | 11.4                                    | 9.1                                     | 4.3                                     | -4.0                                    | -13.3                                   | −19.3                                   | -19.3                                   |
| Precipitación total (mm)                                                     | 1.6                                     | 2.0                                     | 1.3                                     | 1.5                                     | 6.6                                     | 8.2                                     | 5.7                                     | 4.9                                     | 1.8                                     | 1.3                                     | .1                                      | 1.5                                     | 36.5                                    |
| Días de precipitaciones (≥ 0.1 mm)                                           | 2.0                                     | 1.7                                     | .7                                      | 1.1                                     | 1.9                                     | 2.6                                     | 2.9                                     | 1.8                                     | .8                                      | .3                                      | .3                                      | 1.2                                     | 17.3                                    |
| Horas de sol                                                                 | 167.8                                   | 163.9                                   | 185.8                                   | 208.3                                   | 234.5                                   | 253.2                                   | 242.5                                   | 231.2                                   | 240.0                                   | 260.5                                   | 221.1                                   | 178.2                                   | 2587.0                                  |
| Humedad relativa (%)                                                         | 54                                      | 46                                      | 35                                      | 29                                      | 35                                      | 38                                      | 43                                      | 45                                      | 44                                      | 43                                      | 45                                      | 55                                      | 42.7                                    |
| Fuente: China Meteorological Administration, NOAA (1961-1990, extremes only) |                                         |                                         |                                         |                                         |                                         |                                         |                                         |                                         |                                         |                                         |                                         |                                         |                                         |

## Transporte
Aire: El aeropuerto de la ciudad es el Hetián (和田机场), se ubica a 1400 m sobre el nivel del mar.
Tierra: La autopista nacional China 315 (315国道) pasa por la ciudad. Se conecta a la ciudad de Kasgar a través línea férrea Kashgar-Hotan (喀什至和田铁路) de 488 km de largo, se abrió al tráfico de mercancías el 30 de diciembre de 2010 y el servicio de pasajeros comenzó el 28 de junio de 2011. Hay buses que parten frecuentemente a la Ciudad de Aksu.

## Lugares de interés
- Museo de Jotán: muestra cerca de cuatrocientas piezas encontradas en los yacimientos arqueológicos cercanos que reflejan la historia de la ciudad durante los últimos dos milenios. Situado en el centro de la ciudad, el museo también muestra la importancia que la ruta de la seda tuvo en el intercambio comercial y cultura entre Oriente y Occidente.
- Antigua ciudad de Melikawat: situada a unos 25 kilómetros de Jotán. Se trata de las ruinas de la que se cree fue la capital del reino Yutian . Desde el año 1977 se realizan excavaciones arqueológicas en el área.
- Antigua ciudad de Yoktan: ruinas situadas a unos 10  kilómetros al oeste de Jotán de la que fue una importante y próspera ciudad durante la dinastía Han (60  a.  C.). Yoktan fue un importante centro budista. En la zona ocupada por las ruinas, con una extensión de 10  km², se han encontrado restos arqueológicos como monedas, piezas de jade y oro y antiguos escritos.